# Крупиця
Крупи́ця — село в Україні, у Новорайській сільській громаді Бериславського району Херсонської області. Населення становить 211 осіб.

## Населення

### Мовний склад
Рідна мова населення за даними перепису 2001 року:
| Мова       | Чисельність, осіб | Доля     |
| ---------- | ----------------- | -------- |
| Українська | 199               | 94,31 %  |
| Російська  | 12                | 5,69 %   |
| Разом      | 211               | 100,00 % |